# نبرد نروژ
نبرد نروژ نبردی در طی جنگ جهانی دوم بود که در تاریخ ۹ آوریل سال ۱۹۴۰ و همزمان با عملیات وزروبونگ با حمله ارتش آلمان به خاک نروژ شروع شد و در نهایت با تسخیر نروژ به پایان رسید. این نبرد از ۹ آوریل ۱۹۴۰ تا ۱۰ ژوئن ۱۹۴۰ طول کشید. در این جنگ مقاومت متفقین در برابر آلمان موفقیت‌آمیز نبود و منجر به فرار پادشاه هاکون هفتم به همراه باقی خانواده خاندان سلطنتی نروژ به بریتانیا شد.
در ماه آوریل بریتانیا و فرانسه با یک نیروی نظامی به کمک نروژ آمدند. علی‌رغم موفقیت نسبی در مناطق شمالی نروژ و تسخیر بنادرشمالی این کشور به علت خسارت زیاد متفقین که از طرف هواپیماهای آلمانی بر آن‌ها وارد می‌شد و سرانجام با حمله آلمان به هلند در ماه مه مجبور به عقب‌نشینی از نروژ شدند و این کشور به‌طور کامل سقوط کرد.